# 上大河站

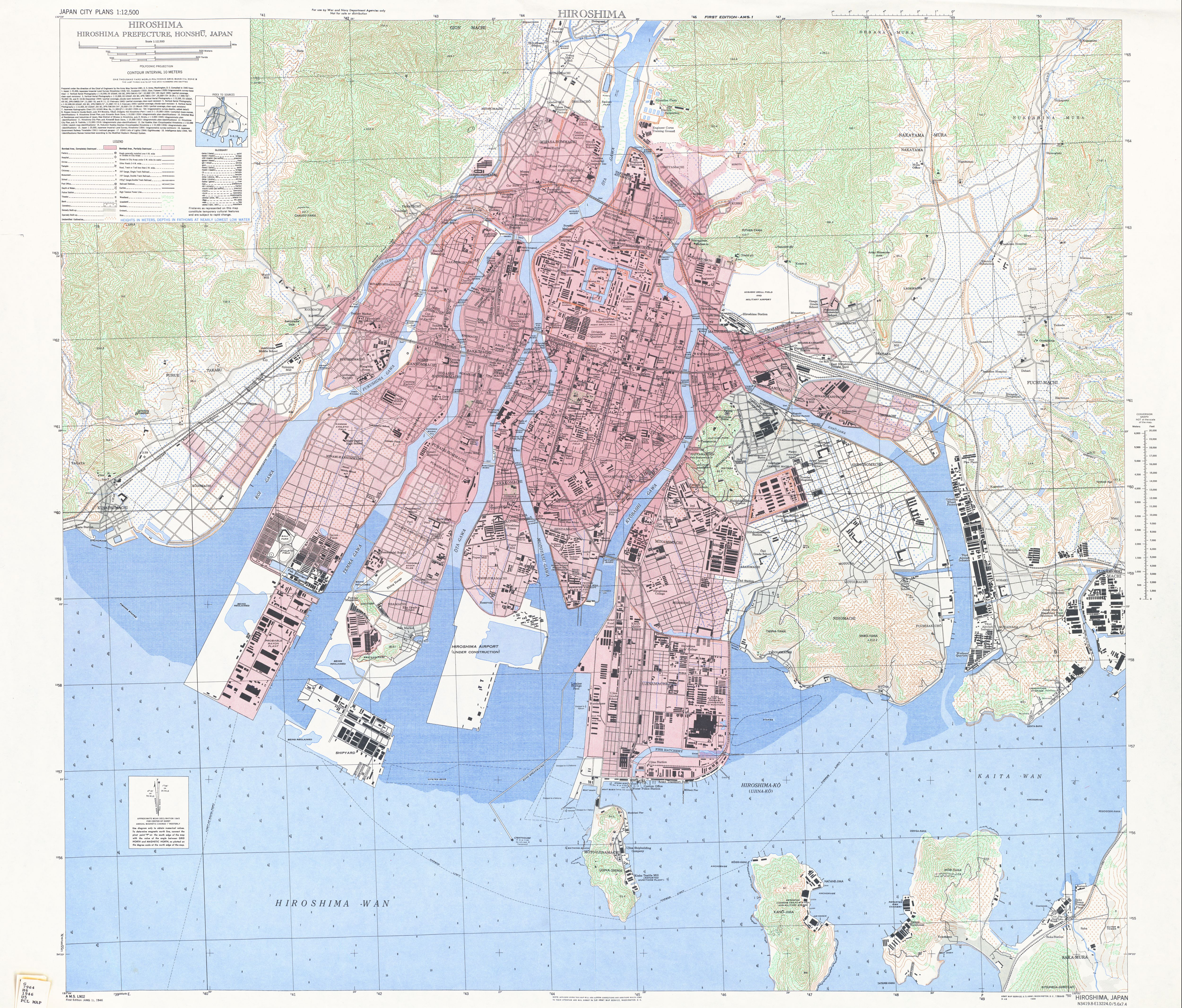
1945年由美軍製作的廣島市地圖。圖中可確認"Heikishishōmae Station（兵器支廠前）"和"Hifukushishōmae Station（被服支廠前）"的位置。前者車站位置與上大河站廢除時的位置有所相異。

上大河站（日语：／ Kamiōkō eki */?）是位於廣島縣廣島市出汐町（現時：南區出汐），日本國有鐵道（國鐵）宇品線的客運車站（廢站）。
此條目將同時記述此站的前身「比治山站」（日语：／ ，在1932年 - 1943年設置）。以及此站啟用時同日廢除的第一代「上大河駅」（在1930年 - 1947年設置）和在更早開始營運的「比治山簡易停車場」（日语：／，在1903年至1919年設置）。

## 概要
在第二次世界大戰前，宇品線由藝備鐵道委托行走，該鐵道公司在現時廣島大學霞校園正門附近開設「比治山站」，後來路線由國鐵接管，在戰時由於燃料問題而暫停營業。在戰後改名為上大河站，並當作新車站啟用（在該站的下站同名車站「上大河站」被廢除）。此站的客量較多，在戰前主要客源是在廣島陸軍兵器支廠（現時：南區霞）的職員和從業員。在戰後，兵器支廠遺址暫時用作廣島縣廳，因此有許多於該處辦公職員，以及廣島大學醫學部和附屬醫院的學生、教職員和通勤客也會使用此站。此站前往廣島站在1960年代後期的所需時間為8至9分鐘（若通過南段原站的話為6分鐘）。在1972年，宇品線結束客運業務。截至2012年，車站設施和路軌等已全部撤走，遺址沒有設立紀念碑。

## 歷史
在舊國鐵宇品線中，曾經設有二座位於不同位置，在不同時期營業的「上大河站」。為了方便記述，此條目會以開業順序記載兩座上大河站，「（第一代）上大河駅」（第一代車站）和「（第二代）上大河站」（第二代車站）。

### 比治山簡易停車場
在1903年1月，當時的宇品線由山陽鐵道管轄。並於廣島站2.9公里（距離後來（第2代）上大河站0.5公里）處開設「比治山簡易停車場」。該停車場與宇品和丹那都是由山陽鐵道在宇品線中開設的。下站為丹那簡易停車場，相距1.1公里。此停車場鄰接廣島陸軍被服支廠，站內設有支線連接該處，並會進行行李起卸作業。在山陽鐵道國有化（1906年12月）後的1919年8月，廣島至宇品之間廢除旅客業務，比治山停車場被廢除。

### （第一代）上大河站
第一代車站是在1930年12月開業，當時藝備鐵道開設旅客業務，便開設此站。當時使用汽油列車用作客運用途。連同此站在內，當時藝備鐵道於宇品線上開設四座新車站。在開業時的名稱為「被服支廠前停留場」。車站距離廣島站2.7公里。在開業當刻，前站為東段原站，下站為丹那站，分別相距1.3公里和1.1公里。後來在1937年7月，隨著藝備鐵道國有化，車站改名為上大河站，該名稱取自附近地名。在戰時，由於暫停汽油列車行走，因此宇品線上，包含比治山站在內的四座車站被暫停營業，而此第一代上大河站還繼續營運。但是在戰後的1947年3月被廢除，取而代之的是把暫停營業的比治山站重開，並改名為「上大河站」（第二代）（參見後述）。

### 比治山站→（第二代）上大河站
第二代上大河站的前身是比治山站。在1932年9月，藝備鐵道開設「兵器支廠前停留場」，該站距離廣島站2.4公里。在開業當時，前站為南段原站，下站為（第一代）上大河站，分別相距0.6公里和0.3公里。後來在1937年7月，隨著藝備鐵道國有化，此停留場也改名為比治山站，站名取自鄰近的比治山。在第二次世界大戰中，由於燃料問題，使汽油列車暫停行走，此站也在1943年10月暫停營業。
在戰後，隨著陸軍兵器補給廠（從陸軍兵器支廠改名）廢除。同時因原爆而被嚴重破壞的廣島縣廳舍在1946年8月遷移至陸軍兵器補給廠遺址。由於廳舍內有廣島財務局、稅務講習所廣島分所、國家警察中國管區總部和廣島縣總部、廣島地方警察學校、內務省中國四國土木出張所、廣島勞動基準局、廣島地方經濟安定局等政府機關，也有廣島縣農業會等民間團體。因此暫停營業中的比治山站需求較高。在上述提及的1947年3月，比治山站改名為上大河站，同時重開該站。
關於戰後車站客源，多為上述提及的縣廳、政府機關職員，以及鄰近學校（進德女子高等學校、廣島縣立廣島皆實高等學校、廣島縣立廣島工業高等學校和比治山女子中學·高等學校等）的通勤客和學生。而沿線的居民多使用巴士直接前往市中心，使宇品線的客源受到限制，在上大河站以南區間的客量更有大幅減少的狀況。在1956年4月，廣島縣廳舍和廣島縣議會議事堂遷移至現地基町（中區），另外在上八丁堀的合同廳舍1號館落成，使許多政府機關開始遷出霞地區，使上大河站的客量開始減少。在1966年，車站南邊的新廣島繞道（現時：國道2號）開通，該繞道與宇品線造成平面相交，因而預想會對交通造成阻塞。使宇部線成為國鐵內部業續最差的路線，開始有討論把宇品線廢除。在1957年2月，廣島大學醫學部和附屬醫院遷移至廣島縣廳舍遺址，使此站的上學需求較大，由於沒有替代的交通服務，在1966年12月上大河至宇品之間結束客運業務，變為貨物專用線。另外設有通勤上學專用列車，在廣島至上大河之間平日設有4個往返班次（假日2個往往返班次），這些班次會在上大河站折返。而上大河站往宇品方向的所有客運列車全部廢除。在市面上發售的時間表中不會看到上大河站（或前站南段原站）的時間表。最後在1972年4月，宇品線全線的客運業務許廢除，此站也被廢除。

### 年表

#### 比治山簡易停車場
- 1903年（明治36年）1月20日：山陽鐵道比治山簡易停車場啟用[2]。
- 1905年（明治38年）12月31日：山陽鐵道於此站敷設連接陸軍被服廠廣島派出所（日语：広島陸軍被服支廠）的側線，並開始貨物起卸業務。
- 1906年（明治39年）
  - 2月1日：停車場位置進行變更（通知），廣島至比治山之間由1.7英里變為1.8英里[3]
  - 12月1日：山陽鐵道國有化，由鐵道作業局接管。
- 1919年（大正8年）8月1日：宇品線取消客運業務，此停車場被廢除[1]。

#### （第一代）上大河駅
- 1930年（昭和5年）12月20日：藝備鐵道開設被服支廠（日语：広島陸軍被服支廠）前停留場開業[1]。
- 1937年（昭和12年）7月1日：藝備鐵道國有化，由停留場升級為停車場，並改名為上大河站（第一代）[1]。
- 1947年（昭和22年）3月20日：隨著（第二代）上大河站開業，此站被廢除。

#### 比治山站→（第二代）上大河站
- 1932年（昭和7年）9月25日：藝備鐵道開設兵器支廠（日语：広島陸軍兵器補給廠）前停留場開業。
- 1937年（昭和12年）7月1日：藝備鐵道國有化，由停留場升級為停車場，並改名為、比治山站。
- 1943年（昭和18年）10月1日：比治山站暫停營業。
- 1947年（昭和22年）3月20日：比治山站重開並改名為上大河站（第二代）。
- 1962年（昭和37年）4月16日：變為業務委託車站，由日本交通觀光社（日语：日本交通観光社）負責車站業務[4]。
- 1966年（昭和41年）12月20日：車站營業範團由旅客變為旅客（但是只限持有定期票的旅客。）[5]。同時變為無人車站[6]。同時取消上大河站至宇品站之間的客運業務。
- 1972年（昭和47年）4月1日：宇品線廣島站至上大河站之間取消客運業務，此站被廢除[1]。

## 車站構造
關於比治山簡易停車場的位置，跟據宇品線走線和站距，推測在現時出汐3丁目9番路口（曾經該處為出汐平交道）南邊，大約是現時合同宿舍出汐住宅附近。而第一代「上大河站」推測在該路口北邊。兩站的西邊為廣島陸軍被服支廠（現時遺址變為廣島縣立廣島皆實高等學校和廣島縣立廣島工業高等學校）。關於月台構造，與其他宇品線多數車站一樣，都是設有1面1線的單式月台，但是月台與站舍的位置不詳。
關於第二代車站的位置（即是前身為比治山站的車站），在戰前是在廣島陸軍兵器支廠附近，在戰後是在廣島大學霞校園正門右邊（現時：南區出汐1丁目5番）。在車站北邊設有平交道（比治山第三平交道）。關於戰後的車站構造，月台和路軌西邊設有水路，水路對面設有站舍和站前小廣場。站舍是一座兩層高建築物，內部設有檢票口。此站設有1面1線的單式月台，不可進行列車交會，月台是在路軌的西邊。站內設有路軌連接西南方的兵器支廠（在戰後變為廣島大學霞校園）。由上下車人次與車站空間對比，此站比較狹窄。在1966年，宇品線部分路段廢除後，客運列車會在大河站折返，由於此站不可列車交會，因此不能夠把機車從車尾調動至車頭。使在客運列車中，客車前後都需要連接機車。另外在1966年後，站舍被拆毀。在1972年廢站時，職員會在月台上當值。

## 車站周邊
- 廣島大學醫學部、付屬醫院（日语：広島大学病院）（廣島大學霞校園） - 戰前舊站名（停車場名）取自該處。該處曾為廣島陸軍兵器支廠用地，在戰後初期一度成為廣島縣廳（日语：広島県庁）。
- 廣島縣警察學校 - 該處曾為廣島陸軍兵器支廠用地。後來遷移至安藝郡坂町。現時變為廣島市立段原中學（日语：広島市立段原中学校）。
- 廣島縣立廣島皆実高等學校（日语：広島県立広島皆実高等学校） - 戰前舊站名（停車場名）取自該處。該處曾為廣島陸軍被服支廠。
- [{Translink|ja|進徳女子高等学校|進德女子高等學校}} - 在戰前曾經為陸軍電信第二連隊的駐屯地。
- 比治山公園 - 戰前舊站名取自該處。
- 新廣島繞道（日语：新広島バイパス）（國道2號）
- 比治山女子中學·高等學校（日语：比治山女子中学校・高等学校）
- 縣營公寓

## 現狀
在上大河站廢站後，宇品線「宇品四者協定線」還有每日早上1個往返貨運班次，來回廣島至宇品之間。由於日間完全沒有列車往返，因此曾經站內成為了附近居民的通道和遊樂場。月台等車站設施在1980年代前還未撤走。在1986年10月，四者協定線廢除。在廢除後還未立刻把設施拆除。後來隨著段原地區進行都市重建項目，於路軌旁的水路被覆蓋。路軌被撤走，在1990年代中期，車站遺址變為雜草叢生的空地。後來路軌遺址變為狹窄道路，車站北邊的比治山第三平交道變為「廣島大學附屬醫院前路口」。
上大河站舍遺址變為出汐第一公園。與鄰站南段原和下大河遺址不同，車站遺址沒有紀念此站的東西。

## 相鄰車站
截至第二代車站啟用一刻（1947年3月20日）。
日本國有鐵道
宇品線
南段原－上大河－下大河

## 注腳

### 出典
1. 1 2 3 4 5 6  石野哲（編）.  初版. JTB. 1998-10-01: 277. ISBN 978-4-533-02980-6 （日语）.
2. ↑  「簡易停車場開始」『官報』1903年1月20日（國立國會圖書館數碼化收藏）
3. ↑  「停車場位置変更」『官報』1906年2月1日（國立國會圖書館數碼化收藏）
4. ↑  《中国支社30年史》日本國有鐵道中國支社，1966年，p.281。
5. ↑  1966年（昭和41年）12月9日日本國有鐵道公示第786號「停車場の営業範囲を改正」。
6. ↑  . 鐵道公報 (日本國有鐵道總裁室文書課). 1966-12-09: 3 （日语）.
7. ↑  《鉄道廃線跡を歩く》（II），p.122
8. ↑  參見「大河町地圖」（外部連結）

## 相關文獻

### 書籍
- 長船友則 （RM LIBRARY 155） Neko出版，2012年　ISBN 9784777053285

除了車站和路線歷史外，還收錄了上大河站（第二代）的站舍、月台和到發列車等相片。
- 宮脇俊三（日语：宮脇俊三）（編） （Ⅱ） 日本交通公社出版事業局，1996年　ISBN 4533025331

白川淳「宇品線」（pp.122-123），紀述1990年代半的廢線遺址狀況，當中包含了一些照片。

### 報紙
- 「宇品線92年の軌跡」(1)〜(8)《中國新聞》1986年8月26日〜30日、9月2日、9月4日〜5日「廣島綜合版」。

## 相關項目
- 日本鐵路車站列表 Ka

## 外部連結
- 大河町地圖PDF（日語）
- 南區回遊MAP「舊國鐵 宇品線之跡」 （页面存档备份，存于）（日語）
- 地圖、航空照片閱覧服務（國土地理院） - 可看見車站廢除後的廣場遺址（空地）。
  - 1974年的航空照片 (CCG747-C12B-19) - 大須口至下大河之間。
  - 1974年的航空照片 (CCG747-C13-29) - 上大河至丹那之間。